# Mario Perusso
Mario Perusso (Buenos Aires, 1936) és un director d'orquestra argentí.
Perusso va estudiar amb els mestres Mariano Drago i Cayetano Marcolli. Ha dirigit i escrit espectacles lírics, coreogràfics, concerts simfònics i produccions operístiques. També ha escrit peces de cambra i cant. La seva trajectòria està lligada a teatres com el Teatro Colón de Buenos Aires o el Teatro Argentino de la Plata i a orquestres com l'Orquestra Simfònica Nacional de Bolívia, l'Orquestra Simfònica de Bahía Blanca o l’Orquestra del Teatro Colón. Entre les seves obres destaquen les òperes La voz del silencio (1969), Escorial (1989), Guayaquil (1993) i El ángel de la muerte (2008). L'Asociación de Críticos Musicales de la Argentina el va reconèixer com a Millor Compositor els anys 1990 i 1994 i com a Millor Director d'Orquestra els anys 1993 i 1995 i la Fundació Konex el va escollir com a Millor Director d'Orquestra l'any 1999.